# Opus (kompresní formát)
Opus je otevřený, licenčními poplatky nezatížený, univerzální ztrátový formát komprese zvuku, navrhovaný s ohledem na internetové využití jako je přenos digitalizovaného hlasu, videokonference, streamování hudby. Je standardizován jako mezinárodní otevřený standard Internet Engineering Task Force (IETF) jako RFC 6716.
Opus spojuje technologie dvou dalších zvukových formátů SILK (vyvinutý pro Skype) a CELT (součást rodiny kodeků Ogg) pro dosažení dobré komprese jak mluveného projevu, tak hudebního záznamu. Detekuje typ zvuku a míchá principy lineární predikce (nízký bitrate, SILK režim), modifikované diskrétní kosinové transformace (vysoký bitrate, CELT režim) a „hybridní režim“, kdy řeč do frekvence 8 kHz je kódována LP, zatímco řeč nad 8 kHz je kódována pomocí MDCT.
Opus byl ve vývoji od počátku roku 2007. Programátoři spojení s Xiph.Org, Skype, Mozilla, Broadcom, Google, Octasic přispěli k jeho rozvoji a procesu standardizace v rámci pracovní skupiny IETF.
Referenční implementace, zvukový kodek s názvem opus-tools, je poskytována pod BSD licencí. Všechny známé softwarové patenty, které pokrývají Opus, jsou poskytnuty pod licencemi bez licenčních poplatků.

## Srovnání

Porovnání účinnosti kódování mezi Opus a dalšími oblíbenými zvukovými formáty

Možné kombinace bitrate a latence ve srovnání s jinými audio formáty

Opus se odlišuje od většiny formátů pro vysoce kvalitní audio (AAC, Vorbis, WMA, MP3) svou nízkou latencí a liší se od většiny formátů s nízkou lacencí (G.711, GSM, Speex) tím, že podporuje vysokou kvalitu zvuku. Navíc je dostupný pod liberální licencí.

## Podpora
Podpora dekódování je zahrnuta v aplikacích Firefox, Chromium, Google Chrome, Opera, VLC, SMPlayer, foobar2000, Winamp, Amarok, Audacious, AIMP, MusicBee, Xmplay a jiných. Stejně jako v multimediálních frameworcích jako je GStreamer, FFmpeg, Libav a jiné. Pro framework Microsoft Windows DirectShow existuje DirectShow filtr třetích stran, s tímto může být podporován všemi DirectShow přehrávači.
Vzhledem ke svým schopnostem je formát Opus podporovaný i množstvím VoIP softwaru.
Formát Opus je také již součástí nového standardu pro komunikaci v reálném čase pomocí webového prohlížeče WebRTC.